# На Хонг-ђин
На Хонг-ђин (кореј. 나홍진, рођен 1974) је јужнокорејски филмски редитељ, продуцент и сценариста. На је освојио мноштво награда са својим филмовима и најпознатији по насилним трилерима и хорор карактеристикама у својим филмовима. На је први пут постао признат након што је објавио свој први дугометражни филмски деби под називом Трагач (2008) који је постигао и критичке и комерцијалне успехе, постао је трећи најпродаванији филм у Кореји 2008. и освојио многе награде.

## Филмографија
| Година | Наслов филма на енглеском језику | Режисер | Сценариста | Продуцент |
| ------ | -------------------------------- | ------- | ---------- | --------- |
| 2003   | 5 Minutes                        | Да      | Да         | Да        |
| 2004   | River Side                       |         |            |           |
| 2005   | A Perfect Red Snapper Dish       | Да      | Да         |           |
| 2007   | Sweat                            | Да      | Да         | Да        |
| 2007   | Carnival                         |         |            |           |
| 2008   | The Chaser                       | Да      | Да         |           |
| 2010   | The Yellow Sea                   | Да      | Да         |           |
| 2016   | The Wailing                      | Да      | Да         |           |
| 2021   | The Medium                       |         | Да         | Да        |

## Награде
- 2016 16th Director's Cut Awards: најбољи режисер (Јецаји)
- 2016 37th Blue Dragon Film Awards: најбољи режисер, номинација - најбољи сценарио (Јецаји)
- 2016 Korea Film Actor's Association Top Star Awards: најбољи режисер (Јецаји)
- 2016 Korean Film Producers Association Awards: најбољи режисер (Јецаји)
- 2017 8th KOFRA Film Awards: најбољи филм, најбољи режисер (Јецаји)